# Constance Wilde

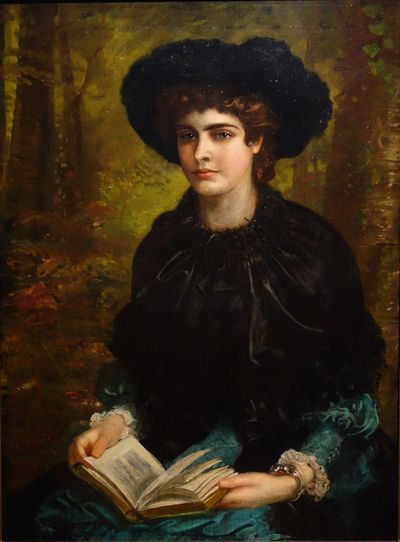
Constance Lloyd 1882. Ölbild von Louis William Desanges

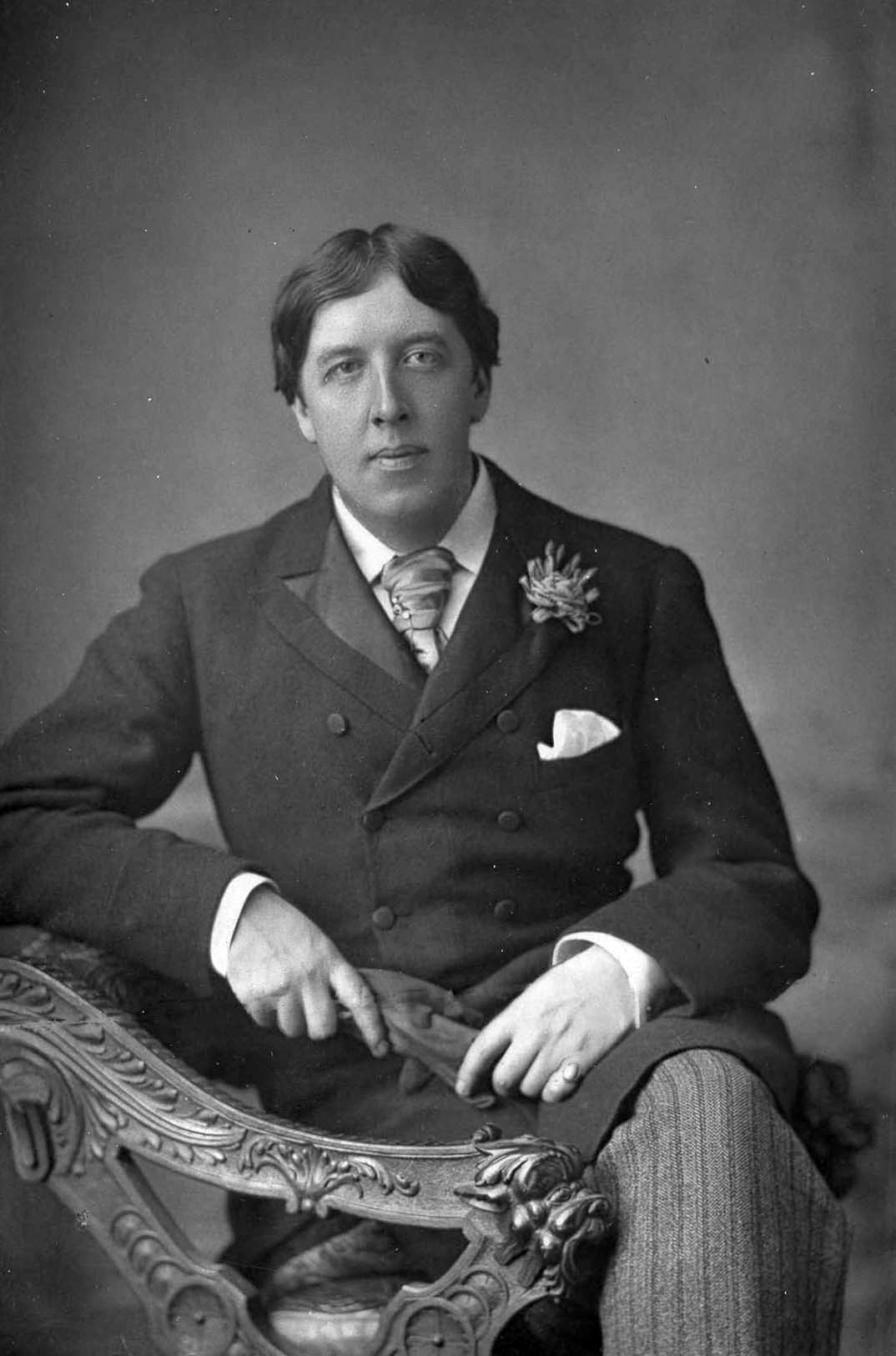
Oscar Wilde (1889), Ehemann von Constance Wilde.

Constance Mary Wilde (geborene Lloyd; * 2. Januar 1858 in London; † 7. April 1898 in Genua) war eine britische Kinderbuchautorin und die Ehefrau von Oscar Wilde.

## Leben

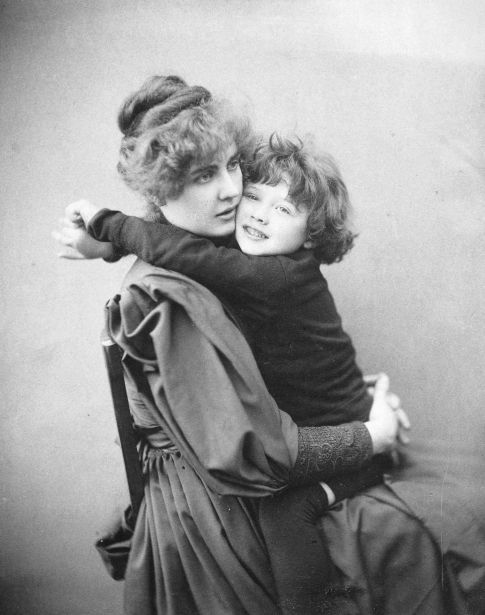
Constance mit Sohn Cyril 1889

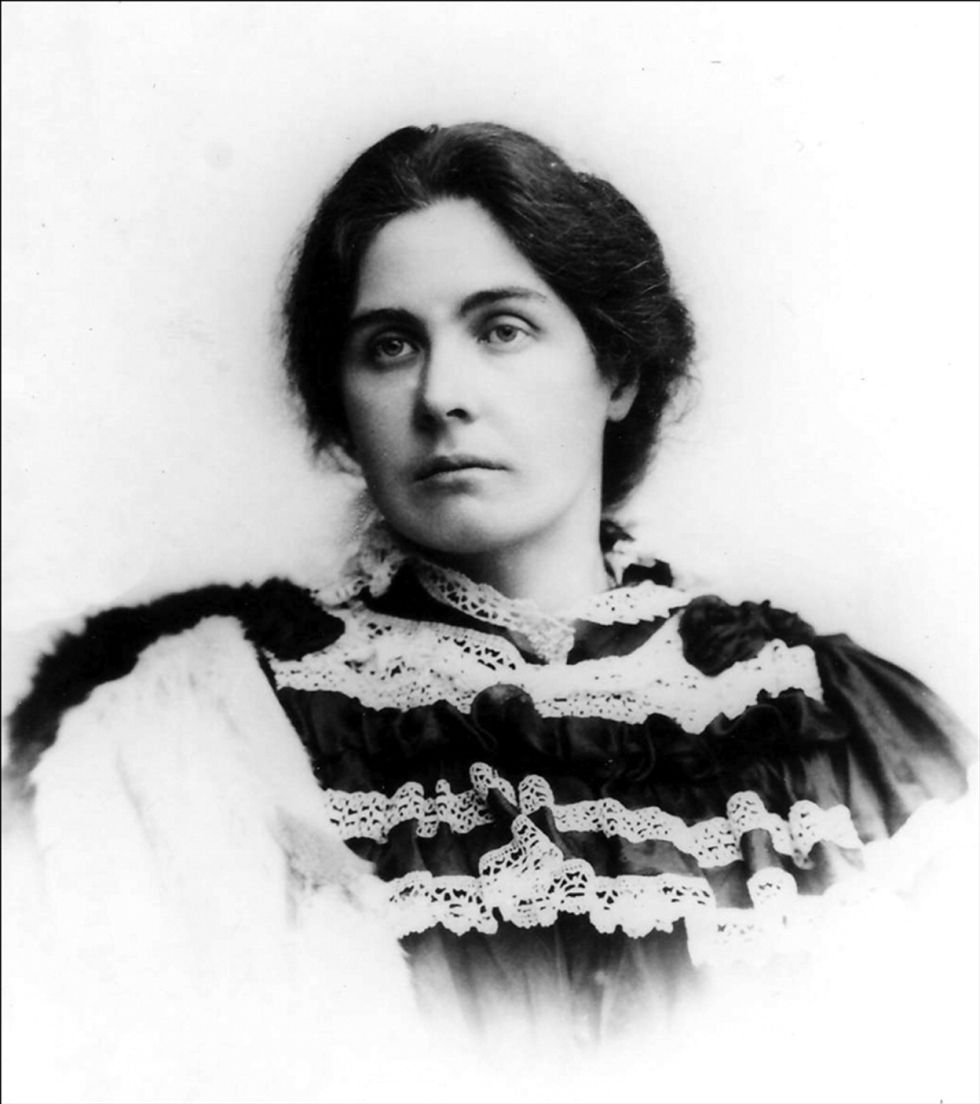
Constance in Heidelberg 1896

Constance Mary Lloyd war die einzige Tochter des Rechtsanwaltes Horace Lloyd und seiner Frau Adelaide, geborene Atkinson. Sie stammte aus einer wohlhabenden Familie und wurde in ihrer Jugend als anmutig schön bezeichnet. Sie war gut versorgt, auch nach ihrer Hochzeit mit dem Schriftsteller Oscar Wilde bekam sie in etwa 1000 Pfund pro Jahr. Sie lernte Wilde im Jahre 1884 kennen und heiratete ihn im selben Jahr. Das Paar ließ sich in London im Stadtteil Chelsea nieder. Aus der Ehe stammten zwei Söhne, Cyril (1885–1915) und Vyvyan (1886–1967).
Schon kurz nach der Geburt der Söhne kursierten Gerüchte um die Homosexualität ihres Mannes, was Constance aber nicht abhielt, weiter zu ihrem Mann zu halten, obgleich Oscar Wilde für die damalige Zeit, wo Homosexualität unter Männern unter Strafe stand, sehr offen mit seiner Neigung umging. Trotz ihres Vertrauens in ihren Mann hatte sie wachsendes Misstrauen in Lord Alfred Douglas, mit dem Oscar Wilde lange Zeit eine Beziehung führte.
1895 wurde ihr Mann wegen Unzucht verhaftet und zu zwei Jahren Zuchthaus und Zwangsarbeit im Gefängnis zu Reading verurteilt.
Aufgrund dieser Ächtung ging sie ins Exil, lebte unter anderem in Nürnberg und änderte ihren Namen in Holland. Dennoch reichte sie entgegen den Ratschlägen von Freunden und der Familie nie die Scheidung ein. Sie starb aus ungeklärten Gründen und wurde unter dem Mädchennamen Constance Mary Lloyd beigesetzt. Jahre später wurde auf ihrem Grabstein die Zeile „Wife of Oscar Wilde“ (Ehefrau von Oscar Wilde) eingemeißelt.

## Werke
Constance Wilde verfasste neben Artikeln für die von Oscar Wilde herausgegebene Zeitschrift The Woman's World auch eine Reihe von Büchern mit Kindergeschichten.
- The Bairn’s Annual. Leadenhall Press, London 1887.
- There Was Once: Grandma’s Stories. Mit Illustrationen von John Lawson. Ernest Nister, London 1888.
- A Long Time Ago. Favourite stories re-told by Mrs. Oscar Wilde and others. Mit Illustrationen von  E. J. Andrews und R. A. Bell. Ernest Nister, London 1892.
- A Dandy Chair. Ernest Nister, London 1893.
- Cosy Corner. Ernest Nister, London, 1895.
- Favourite Nursery Stories. Ernest Nister, London.